# Fale (Architektur)

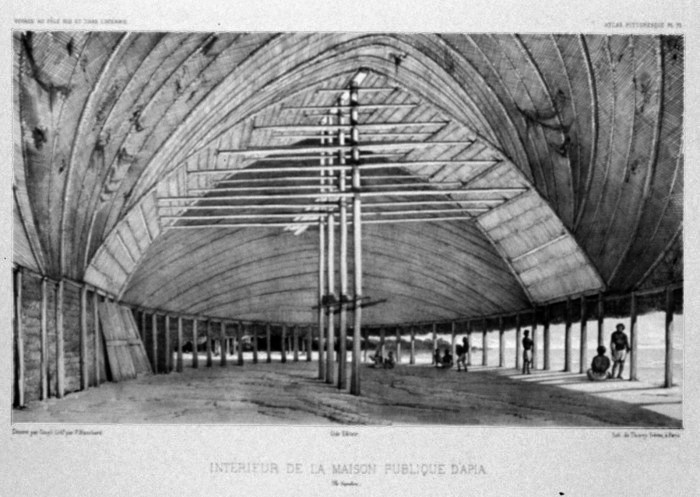
Versammlungshaus (Fale) in Apia, Samoa: Reisebericht von Jules Dumont d’Urville aus 1842

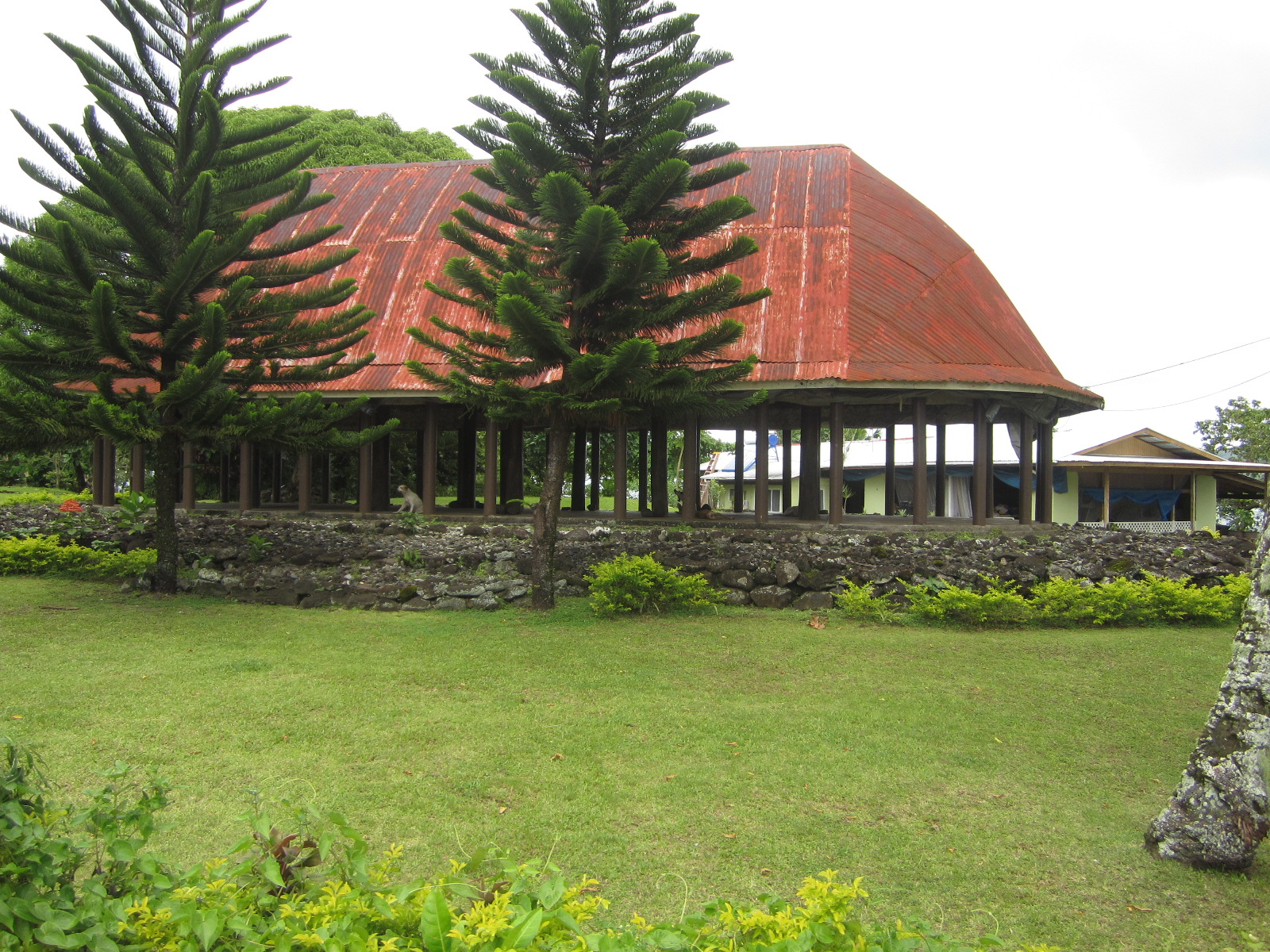
Fale in Pago Pago, Amerikanisch-Samoa

Unter einem Fale versteht man einen wändelosen, ursprünglich ohne Verwendung von Metall errichteten traditionellen Typus eines samoanischen Wohn- und Versammlungshauses, der zum Symbol der nationalen kulturellen Identität geworden ist.

## Herstellung und Typen
Tufuga fau fale hieß die alte Gilde der Baufachleute, die bei der Errichtung eines Fale herangezogen wurden. Typen von Fales waren das „große Haus“ fale tele und das „kleine Haus“ faleo’o. Das Fale tele war üblicherweise rund, in neuerer Zeit wurde es aber auch auf rechtwinkeligem Grundriss erbaut: Es dient als Ort wichtiger Beratungen, Feste und Zeremonien.
Das Faleo’o hingegen ist länglich und weniger reich dekoriert und dient Wohnzwecken oder als Strandhaus. Daneben gibt es auch einfach gestaltete Fales als Küchenhäuser.

## Beach fale
In neuerer Zeit werden oft faleo’o am Strand als Beach fale an Touristen vermietet. Die Hütten dienen ansonsten der Aufbewahrung von Drachenbooten sowie als Abstellschuppen oder Strandhütte.

## Galerie

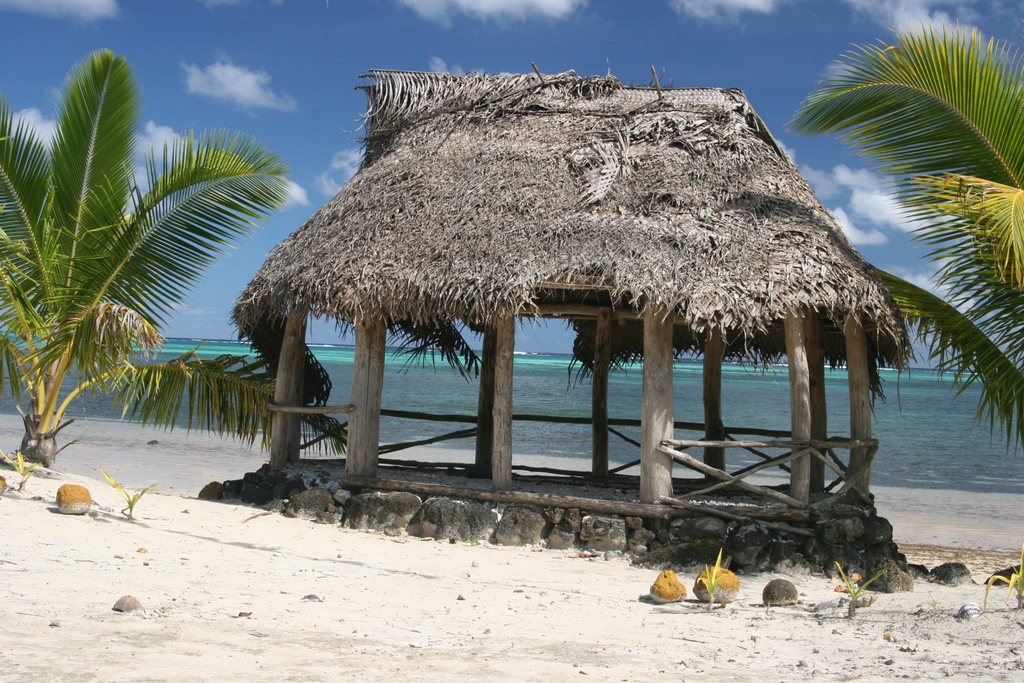
Beach fale auf Manono
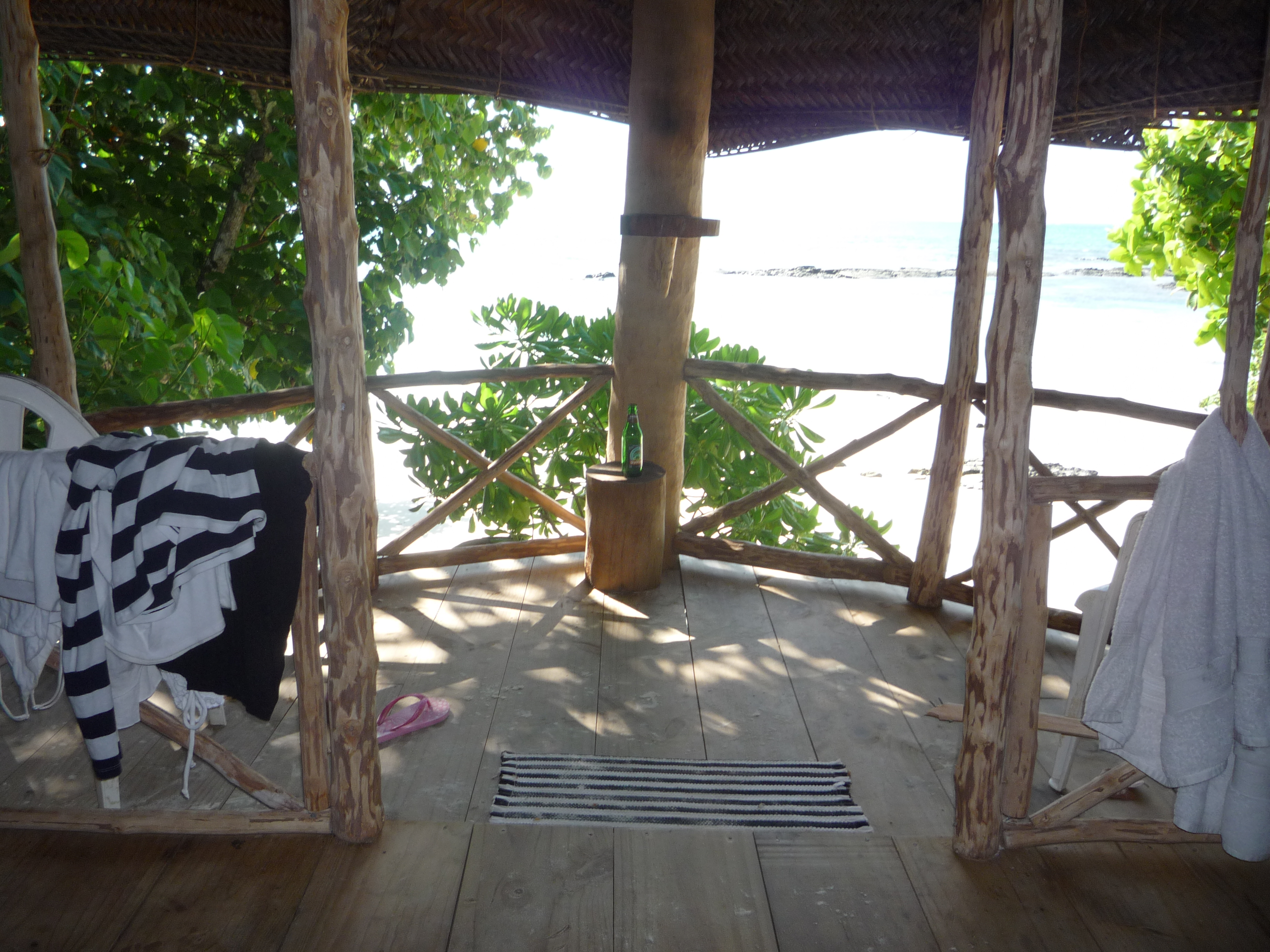
Ausstattung eines Beach fale
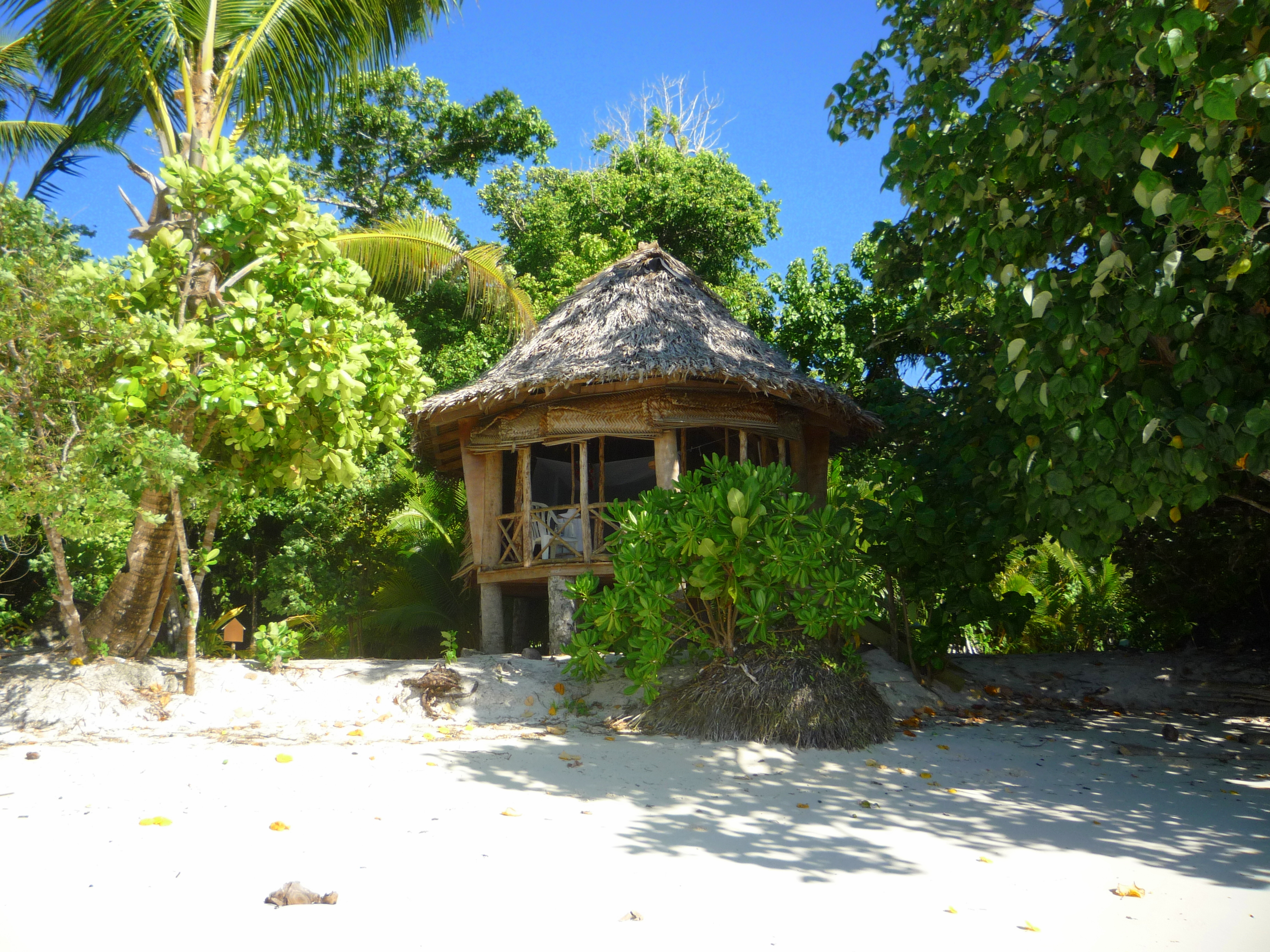
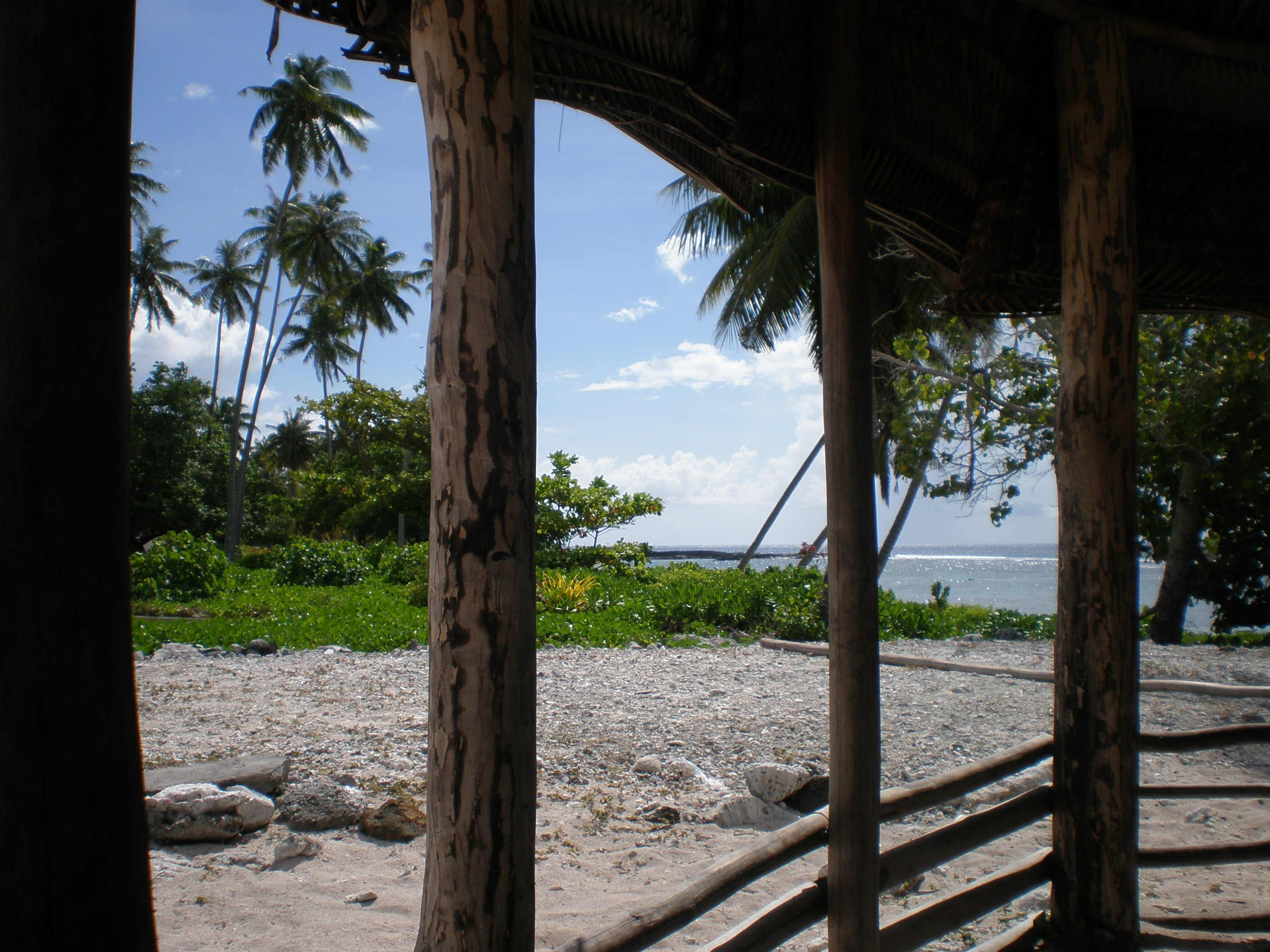
Ausblick von einem Beach fale
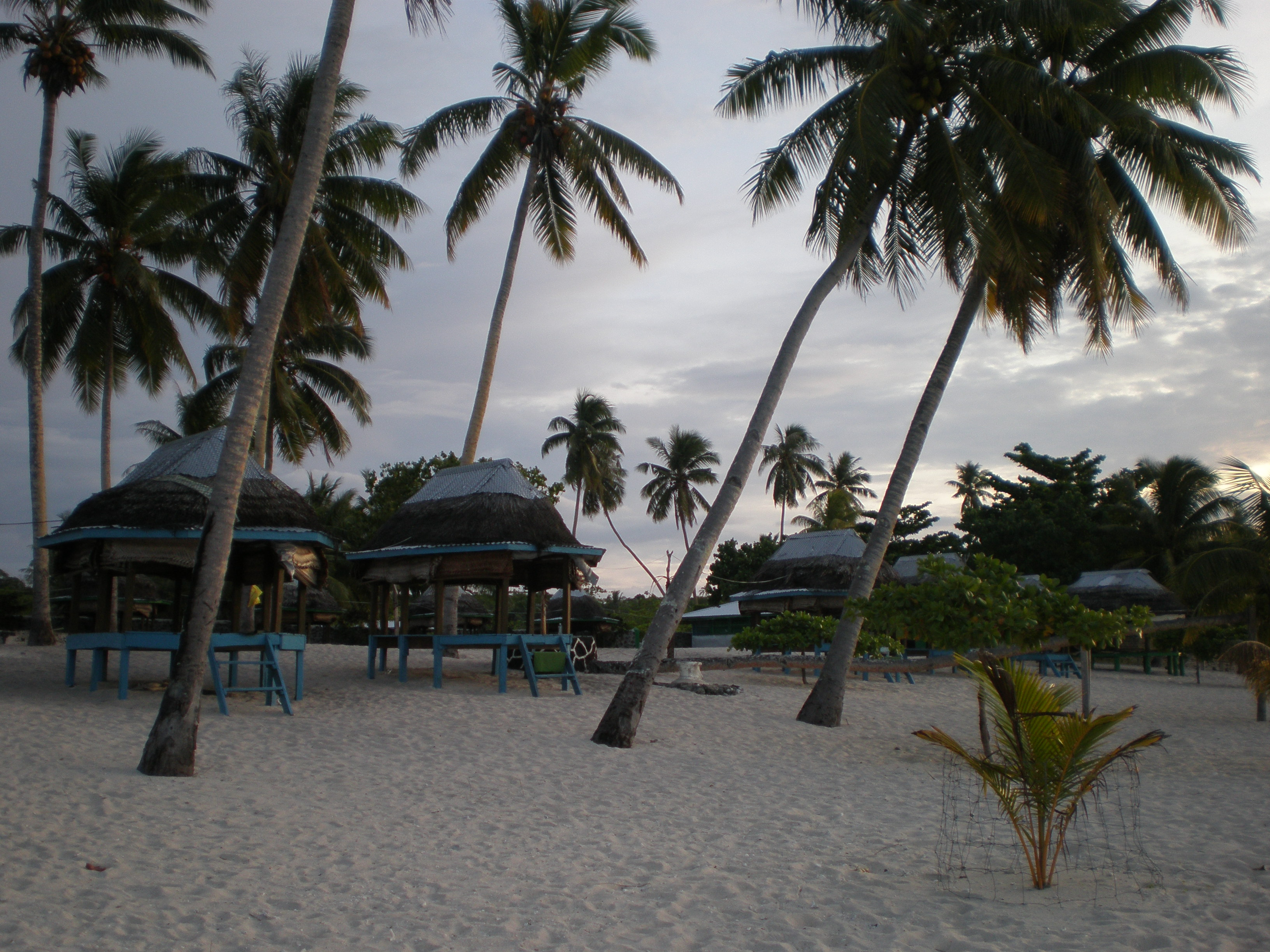
Beach fale Falealupo, Savai'i